# Vincenzo Spampinato
Vincenzo Spampinato (Catania, 30 gennaio 1953) è un cantautore italiano.

## Biografia
Sin da ragazzo studia musica e da adolescente inizia a suonare e cantare in band musicali rock aventi base a Catania, la sua città natale. Grazie al fratello Pippo, che suona nel complesso dei Rovers, entra anch'egli nella formazione, e con questa incide nel 1969 il 45 giri Sono le otto/Nei tuoi sogni. L'anno successivo partecipa, sempre con i Rovers, al festival Palermo Pop ‘70 (uno dei primi festival d'avanguardia italiano, organizzato da Joe Napoli) suonando insieme a Aretha Franklin, Brian Auger e Arthur Brown.
Dopo lo scioglimento del complesso, comincia a scrivere canzoni presentando i primi provini alla RCA Italiana di Roma, ma è nel 1976 che ottiene il suo primo contratto discografico con la Derby grazie a Gianni Bella. Nel 1976 esce il suo primo 45 E gli altri sanno/E piove. Nel 1978, partecipa al Festivalbar, ottenendo un grande successo con la canzone È sera, che si classifica al secondo posto.
Dalla metà degli anni settanta comincia a frequentare case discografiche e sale di registrazione, prima a Roma e in seguito a Milano, dove si stabilisce lavorando come turnista, corista, realizzatore, autore e compositore. Comincia a specializzarsi in musica elettronica e tecnica della composizione, insegnando a tanti giovani la scrittura della parte letteraria e della musica nella canzone pop e d’autore. Nel 1979 e negli anni ottanta vince il premio come miglior paroliere, partecipando a tutte le più importanti trasmissioni televisive, da Domenica in a Pronto Raffaella, Discoring e altri prestigiosi programmi RAI e Mediaset. Molteplici le sue tournée in tutti i maggiori teatri e palasport italiani. Singolari i due tour con Vasco Rossi, Fortis ed altri ("Primo concerto" 1979) e con i New Trolls (1980).
Successivamente, per tutti gli anni ottanta, scrive canzoni di successo per Riccardo Fogli; tra le tante Per Lucia (Eurofestival 1983), Torna a sorridere (1984), È meglio se amore non diventerà (1984), Sulla buona strada (Sanremo 1985), Il mio grande avvenire (1985), Amori nascosti (1988) e Viola Valentino, Sola, Arriva Arriva (Sanremo 1983), Il Posto della luna (Festivalbar 1986) e per diversi interpreti come Fausto Leali e Irene Fargo.
Curioso un secondo posto allo Zecchino d'Oro 1987 come autore della canzone Il mio grande papà.
Nel corso della sua carriera interpreta brani in duetto con grandi esecutori come Franco Battiato (L'amore nuovo) e Lucio Dalla (Bella e il mare). Presente sulla scena artistica dunque dagli anni settanta ad oggi, come interprete della canzone d’autore, con le più prestigiose case discografiche (CGD, Warner Bros., DDD-CBS, BMG- Ricordi, Tring International).
Nel 1991 partecipa al Cantagiro in coppia con i Matia Bazar e nel 1993 vince il Premio Tenco a Sanremo.
Per otto stagioni è direttore artistico della manifestazione dell'estate catanese, intitolata "Le Ciminiere e le Stelle", organizzata dalla provincia regionale di Catania. È inoltre legato alla città di Acireale, che frequenta da giovane e della quale ama le bellezze artistiche e naturali. Ad Acireale ha dedicato la canzone, scritta in lingua siciliana, Je a Terra mia. In un recente concerto al teatro Turi Ferro di Acireale ha affermato: «Sono catanese di nascita, ma acese di adozione». Nel 2010 ha pubblicato l'album Mudicchedda Muddichedda, registrato per Symphonos Italia.
Non solo musicista, s’interessa, come cultore della danza (alle spalle scuole di mimo, drammatizzazione, dizione, fonazione, creatività pubblicitaria) del teatro e di ogni forma artistica.
Sulle orme di Schaeffer, Henry, Cage, da tempo percorre le strade sperimentali della musica concreta, cioè l’uso di suoni della natura e rumori, intrecciati con le melodie e le armonie, la cosiddetta "tape-music".
Iscritto alla SIAE da 45 anni, è anche Ispettore Onorario dei Beni Culturali.
La Bastogi editrice pubblica la sua biografia, Lettere mai spedite, di Mario Bonanno.
Nel 2019, la casa editrice Carthago Edizioni pubblica il suo libro dal titolo Fioriranno i mandorli sulla luna con le fotografie di Cosimo Di Guardo.
Insegna canto e composizione, tenendo masterclass in Italia e all’estero.

## Discografia
Versatile autore di colonne sonore per film, spot pubblicitari, sigle TV, danza, teatro, alta moda.
- "Premio Regia Televisiva” (RAI Uno Teatro Ariston anni 90)
- Di penna e di spada (sceneggiato su Nino Martoglio per RAI Sat)
- Sorrisi (con Maurizio Fabrizio), inno per lo spot del settimanale TV sorrisi e canzoni (1º posto nelle classifiche di vendita nel 1984), Oscar TV “Telegatti”
- Partecipa al film Delitto sull'autostrada di Bruno Corbucci con la canzone Sola
- Madreterra (inno ufficiale della Regione Siciliana)
- La Roccia (spettacolo di teatro-danza) con Oriella Dorella. La Storia di tutte le Storie di Gianni Rodari, per il Teatro Stabile Verga di Catania
- Bluetwo per il Teatro Lirico Massimo Vincenzo Bellini

### Collaborazioni
Nella sua carriera anche successi all’estero. Nei primi anni ’80, in Spagna, il cantante Gonzalo interpreta Mujer de un dia; successivamente nei paesi del Sud America, Sebastian Casanova porta al successo la versione spagnola di Innamorati di me con la quale Spampinato ha partecipato al FestivalBar del 1981. Ma il successo maggiore lo ottiene con Quiero un angel in Venezuela e in gran parte del Sud America, dove la cantante Kiara resta in vetta alla classifica per mesi e mesi. La stessa canzone in italiano, aveva dato notorietà e successo alla giovane esordiente Valentina Gautier, prodotta da Shel Shapiro, leader dei Rokes. Negli anni ’90, in compilation con altri artisti (tra i tanti anche Ramazzotti), per la DDD, esce in Germania e in tutto il nord-Europa.
Nel 2001, Patrizia Bulgari esce in Grecia con La tarantella di Socrate, un CD con varie canzoni di Spampinato. Altre sue canzoni vengono tradotte in Africa e in Cina. L’ A.F.I. (MIDEM 2002) nel suo promo-CD pubblica La tarantella di Socrate.
Per qualche anno ha collaborato con i Rondò Veneziano diretti da Giampiero Reverberi, già arrangiatore di Lucio Battisti.

### Album in studio
- 1978 – Vincenzo Spampinato (Warner Bros. Records, T 56499)
- 1980 – Dolce e amaro (Warner Bros. Records, T 56800)
- 1984 – Rime tempestose (pubblicato con lo pseudonimo Pietro Pan) (Paradiso, PRD 20410)
- 1989 – Dolce amnesia dell'elefante (DDD - La Drogueria di Drugolo, 465359)
- 1990 – Antico suono degli dei (DDD - La Drogueria di Drugolo, 261 205)
- 1992 – L'amore nuovo (DDD - La Drogueria di Drugolo, 74321 12267-2)
- 1995 – Judas (BMG)
- 1997 – Il raccolto (DDD - BMG)
- 2000 – Kokalos.3 (Lengi)
- 2002 – I diritti dell'uomo (Lengi)
- 2003 – Madreterra (Lengi)
- 2003 – Ri-Vintage (Lengi)
- 2010 – Mudicchedda Muddichedda (Lengi)

### Singoli
- 1969 - Sono le otto/Nei tuoi sogni (Davoli Records, DVR 5010; con i Rovers)
- 1976 – E gli altri sanno/...e piove (Derby, DBR 4725)
- 1978 – È sera/La mela (Warner Bros. Records, T 17189)
- 1979 – L/Blu (Warner Bros. Records, T 17402)
- 1979 – Battiuncolpo Maria/Danze stellari (Warner Bros. Records, T 17480)
- 1980 – Camminare/D.J. (passami) (Warner Bros. Records, T 17588)
- 1981 – Innamorati di me/Io e te (Warner Bros. Records, T 17801)
- 1984 – Il volo del cigno/Apri gli occhi Valentina (pubblicato con lo pseudonimo Pietro Pan) (Paradiso, PRD 10545)